# Château de Kummerow
Le château de Kummerow (Schloß Kummerow) est un château baroque allemand situé à Kummerow dans le Mecklembourg-Poméranie-Occidentale (arrondissement du Plateau des lacs mecklembourgeois).

## Histoire
Le château se trouve au bord du lac de Kummerow, dans une région touristique de l'Allemagne du nord. Il est construit de 1725 à 1733, après l'incendie de l'ancien manoir, pour son propriétaire, le baron Albrecht von Maltzahn. Peter Joseph Lenné est l'auteur des plans du parc à l'anglaise au XIXe siècle.
La famille von Maltzahn est expropriée et expulsée en 1945 et le château abrite une école et les bureaux de l'administration locale, tandis que l'on installe un stade dans le parc. Le château est restauré en 1964. Après la réunfication le château est privatisé, mais la destination commerciale à laquelle il est voué tarde à se mettre en place, le château souffre donc d'un certain état d'abandon. Il est à nouveau vendu au printemps 2011 pour 130 000 euros à une société berlinoise.

## Galerie

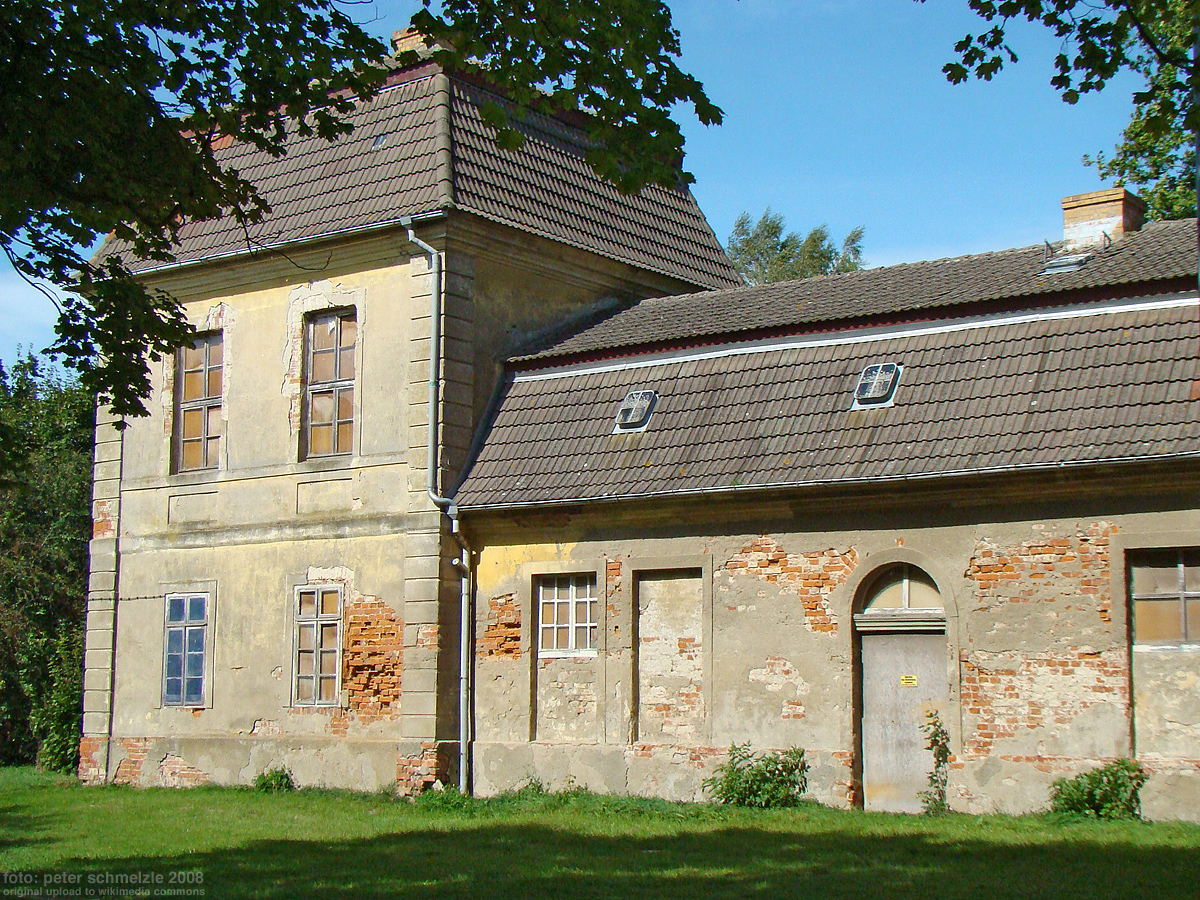
Pavillon d'angle de gauche
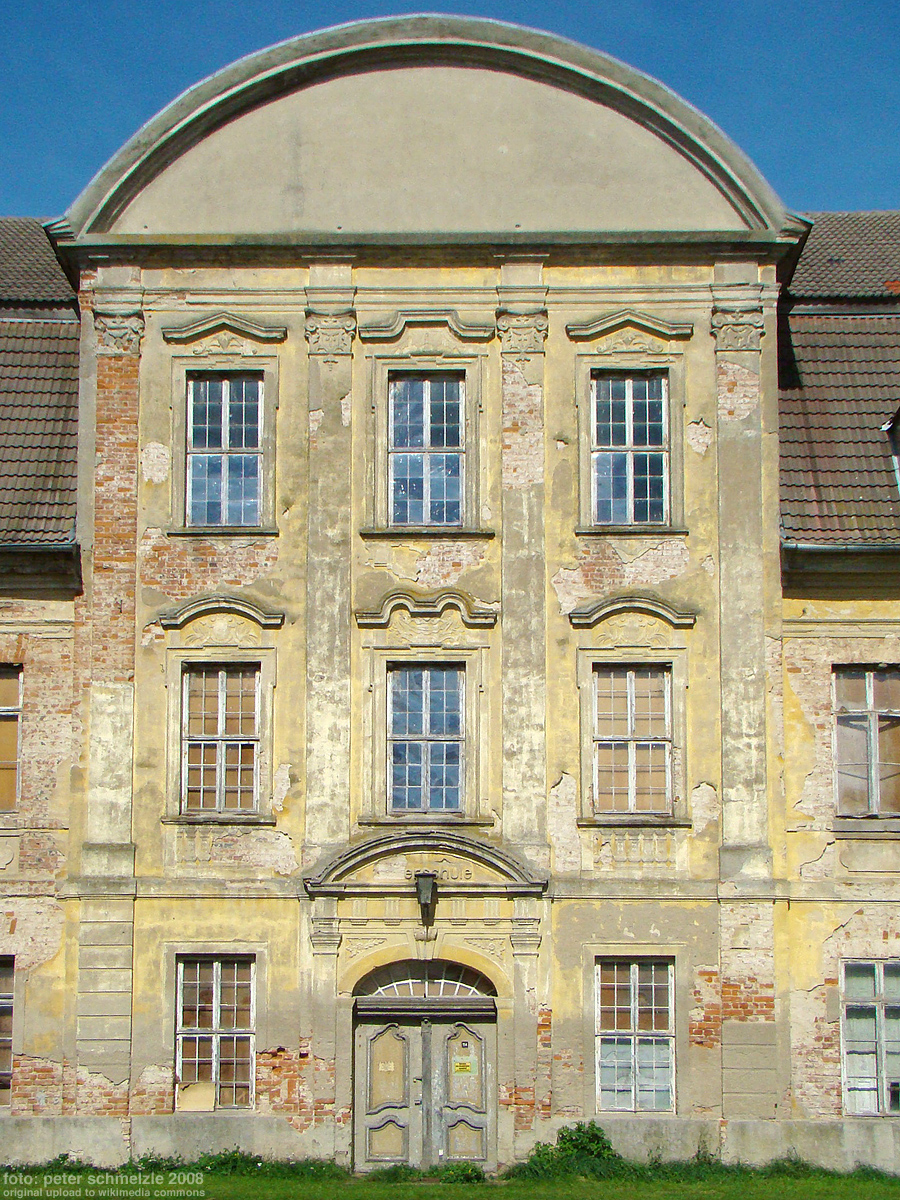
Vue de l'avant-corps avec l'entrée d'honneur
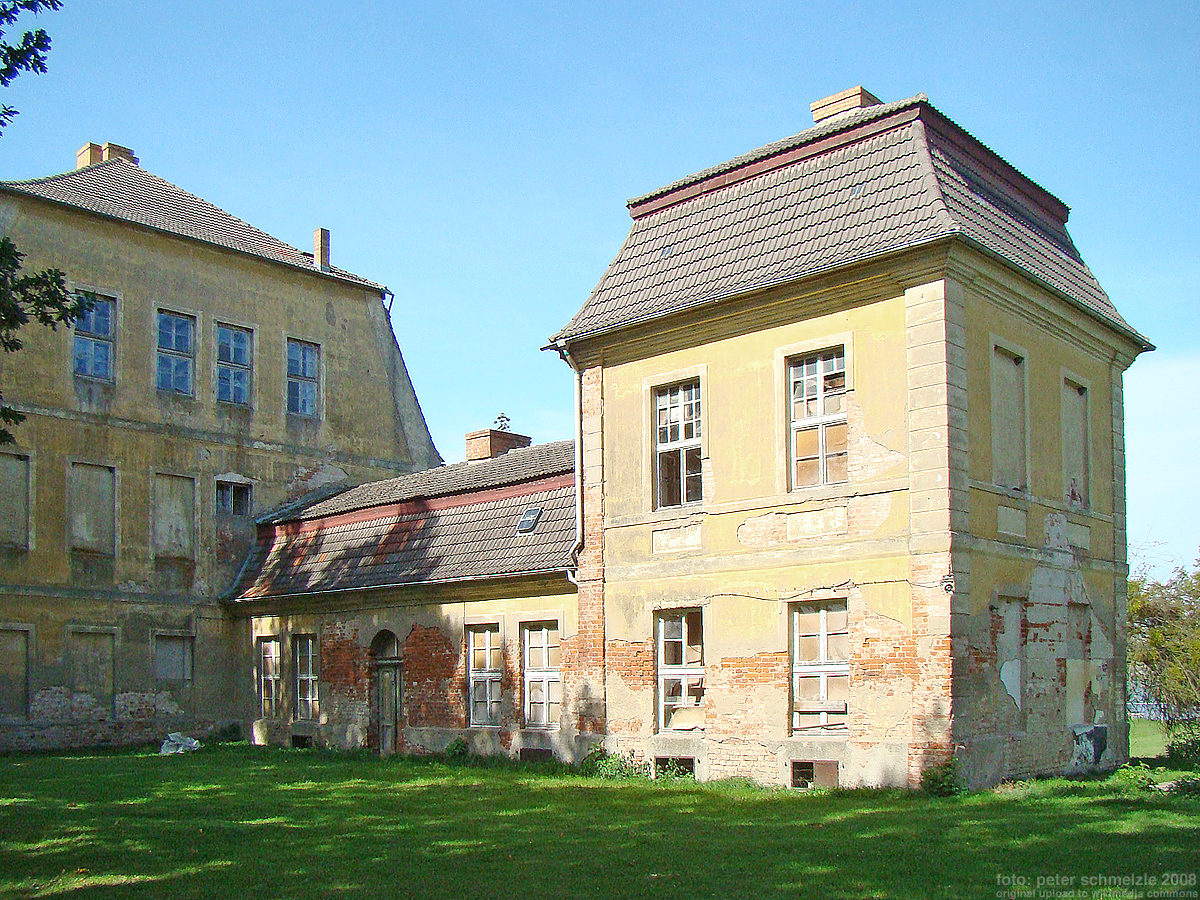
Pavillon d'angle de droite

## Architecture
Le château se présente sous la forme d'un grand corps de logis à deux étages avec toit à la Mansart. Le milieu de la façade, où se trouve l'entrée d'honneur, est à trois étages avec un fronton en demi-cercle soutenu par quatre pilastres. Le corps de logis est relié par deux galeries basses (une de chaque côté) à un pavillon d'angle à étage à droite et à gauche. Le château est classé.

## Source
- (de) Cet article est partiellement ou en totalité issu de l’article de Wikipédia en allemand intitulé « Schloss Kummerow » (voir la liste des auteurs).